# رقص روی یخ

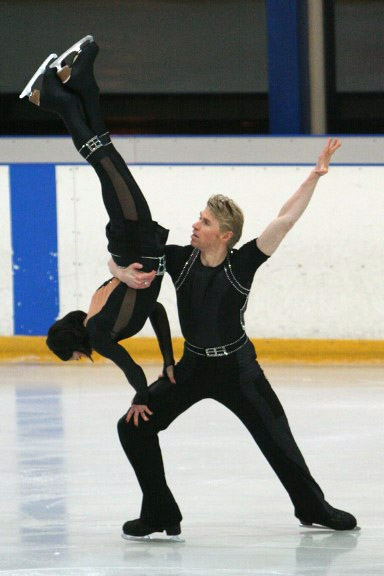
نمونه‌ای از رقص روی یخ

رقص روی یخ ( به انگلیسی  Ice dancing  ) یک رشته از ورزش اسکیت نمایشی ( Figure Skating )است که از ورزش رقص بالروم جهانی طراحی شده است .در سال 1952  ، این رشته به رقابت های قهرمانی اسکیت نمایشی جهان پیوست و در بازی‌های المپیک زمستانی ۱۹۷۶ یک ورزش بازی های مدالی المپیک زمستانی گردید .
اجزاء رقابتی ( مسابقه ای )
دو جزء رقابتی در مسابقات رقص روی یخ  وجود دارد  :
- رقص کوتاه (  SD )
- رقص آزاد (  FD )

.